# Orobanchaceae
Orobanchaceae ⇒ do grego, orobankon, a família das Orobancáceas tem como autoridade descritiva Étienne Pierre Ventenat (1799), cuja abreviatura padrão é Vent. Possui representantes parasitas que matam seus hospedeiros.

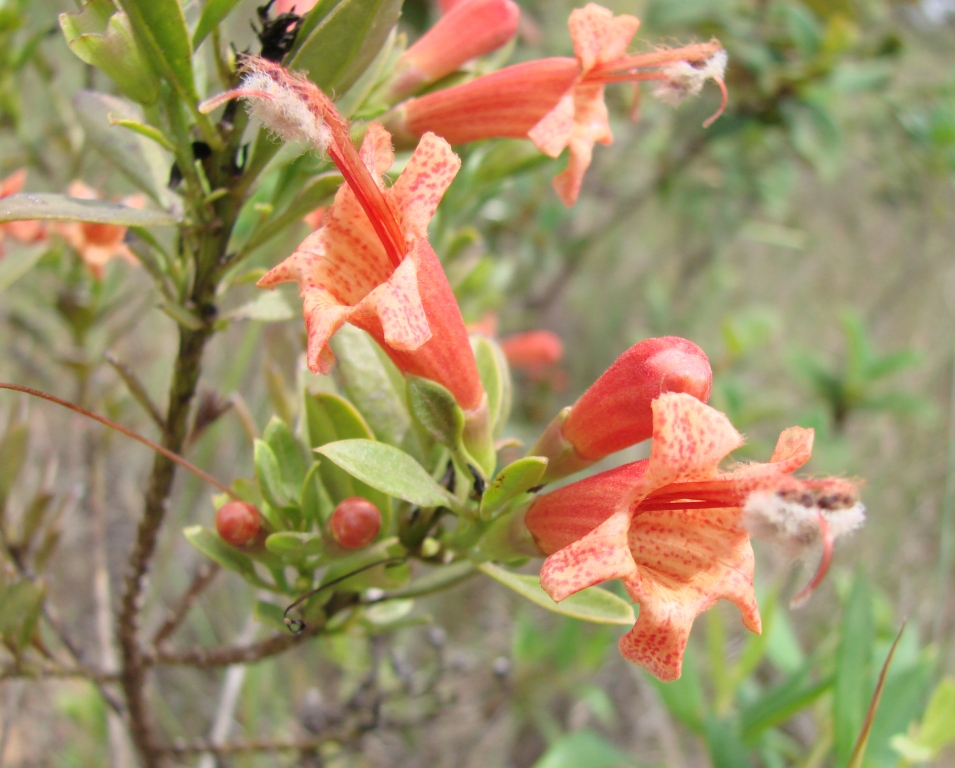
Esterhazya macrodonta - Orobanchaceae, Parque Nacional de Brasília - Distrito Federal - Brasil, 2009.

## Diversidade taxônomica
Orobanchaceae é uma família de plantas angiospérmicas (plantas com flor), pertencente à ordem Lamiales.

Com uma distribuição Cosmopolita, a família possui 60  gêneros distribuídos em 1.700  espécies.

## Morfologia
Em sua grande maioria tem folhas opostas, filotaxia alternas ou verticiladas, sem a presença de estípulas e com margem das folhas inteira ou serreadas. As inflorescências são racemosas: possuem flores vistosas, bissexuadas, zigomorfas, diclamídeas; o cálice  é gamossépalo do tipo aberto ou imbricada; a corola é pentâmara, gamopétala, geralmente bilabiada, com prefloração imbricada; os estames são 4, com as anteras rimosas; o ovário  é súpero unilocular ou bicarpelar e com uma placentação parietal ou bilocular. O fruto é do tipo cápsula deiscente.

## Relações filogenéticas
A classificação mais recente para a ordem Lamiales (APG III) inclui os grupos taxonômicos das asterídeas, dicotiledóneas, além das Scrophulariales.
Anteriormente, a família incluia exclusivamente indivíduos holoparasitas do gênero Orobanche e alguns outros gêneros relacionados. Atualmente, análises de filogenia molecular contribuíram muito para o entendimento das relações filogenéticas de Orobanchaceae, resultando na expansão da família, que hoje inclui todos os hemiparasitas e alguns holoparasitas que pertenciam Scrophulariaceae, como Lindenbergia, gênero que possui 15 espécies e é o único com representantes autotróficos.
Recentemente, Rehmannia, que inclui dois gêneros não parasitas e era considerado grupo irmão de Orobanchaceae, se fundiu ao grupo. Alguns gêneros que pertencem a Orobanchaceae são: Castilleja, com cerca de 200 espécies; Pedicularis, com 800 espécies; Agalinis, contendo, por sua vez, 95 espécies.
Membros totalmente parasitas de Orobanchaceae incluem: Orobanche, com 150 espécies, e Epifagus, que contém apenas uma espécie: E. virginiana.

## Lista de espécies brasileiras
Para o Brasil temos o registro de 10 gêneros, sendo eles: Agalinis, Bartsia, Buchnera, Castilleja,  Escobedia, Esterhazya, Malesma, Nothochilus, Parentucellia e Physocalyx totalizando 50 espécies em todos domínios fitogeográficos.
São ervas ou arbustos, lianas, raramente árvores, perenes ou anuais com estilos de vidas parasitas (hemiparasitas ou holoparasitas).
- Agalinis angustifolia (Mart.) D’Arcy
- Agalinis bandeirensis Barringer
- Agalinis brachyphylla (Cham. & Schltdl.) D’Arcy
- Agalinis communis (Cham. & Schltdl.) D’Arcy
- Agalinis genistifolia (Cham. & Schltdl.) D’Arcy
- Agalinis glandulosa (G.M. Barroso) V.C.Souza
- Agalinis hispidula (Mart.) D’Arcy
- Agalinis itambensis V.C.Souza & S.I.Elias
- Agalinis linarioides Cham. & Schltdl.) D’Arcy
- Agalinis linarioides Cham. & Schltdl.) D’Arcy
- Agalinis nana S.I.Elias & V.C.Souza
- Agalinis ramosissima (Benth.) D’Arcy
- Agalinis ramulifera Barringer
- Agalinis schwackeana (Diels) V.C.Souza & Giul.

- Bartisia trixago L.
- Buchnera amethystina Cham. & Schltdl.
- Buchnera carajasensis Scatigna & N.Mota
- Buchnera integrifolia Larrañaga
- Buchnera jungea Cham. & Schltdl.
- Buchnera lavadulacea Cham. & Schltdl.
- Buchnera longifolia Kunth
- Buchnera nordestina Scatigna
- Buchnera palustris (Aubl.) Spreng
- Buchnera rosea Kunth
- Buchnera tacianae V.C.Souza
- Buchnera tenuissima Philcox

- Buchnera ternifolia Kunth
- Castilleja arvensis Schltdl. & Cham.
- Escobedia grandiflora (L.f.) Kuntze
- Esterhazya pendida J.C. Mikan.
- Malesma melampyroides (Rich.) Pennell
- Melasma rhinanthoides (Cham.) Benth.
- Melasma stricta (Benth.) Hassl
- Nothochilus coccineus Radlk
- Parentucellia viscosa (L). Caruel.
- Physocalyx aurantiacus Pohl.
- Physocalyx major Mart.
- Physocalyx scaberrima Philcox.

## Diversidade
- 1.700 espécies
- 60 gêneros

### Gêneros
| - Aeginetia - Agalinis - Asepalum - Aureolaria - Bartsia - Boschniakia - Buchnera - Bungea - Buttonia - Castilleja - Centranthera - Christisonia - Cistanche - Clevelandia | - Conopholis - Cordylanthus - Cyclocheilon - Cycnium - Cymbaria - Epifagus - Escobedia - Esterhazya - Euphrasia - Gentrya - Gerardiina - Gleadovia - Graderia - Harveya | - Hyobanche - Kopsiopsis - Lamourouxia - Lathraea - Leptorhabdos - Macranthera - Mannagettaea - Melampyrum - Melasma (género) - Micrargeria - Monochasma - Necranthus - Nesogenes - Nothochilus | - Odontites - Omphalotrix - Ophiocephalus - Orobanche - Orthocarpus - Parentucellia - Pedicularis - Phacellanthus - Phelypaea - Phtheirospermum - Physocalyx - Platypholis - Radamaea - Rhamphicarpa | - Rhaphispermum - Rhinanthus - Schwalbea - Seymeria - Silviella - Siphonostegia - Sopubia - Striga - Tetraspidium - Tienmuia - Tozzia - Xylanche - Xylocalyx |

### Tribos
- Rehmannieae
- Lindenbergieae
- Cymbarieae
- Orobancheae
- Brandisia
- Pedicularidae
- Rhinantheae
- Buchnereae

### Sinônimos
- Caprariaceae
- Globulariaceae
- Hebenstretiaceae
- Oftiaceae
- Verbascaceae

## Domínios e estados de ocorrência
Sua distribuição geográfica está em todo território brasileiro, tendo como ocorrência as regiões: Norte, Nordeste, Centro-Oeste, Sudeste e o Sul.

### Domínios fitogeográficos
Há registro em todos domínios fitogeográficos, principalmente em fitofisionomias não florestais, como áreas antropizadas, fitofisionomias de Cerrado e afloramentos rochosos.

## Distribuição geográfica
Mundial, com exceção da Antártica. Encontrada principalmente nas regiões de clima temperado da Eurásia, América do Norte, América do Sul, Austrália, Nova Zelândia e África.

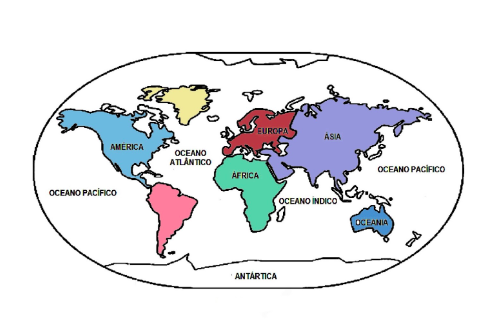
Distribuição geográfica da família Orobanchaceae, 2022

## Importância econômica
As espécies do gênero Striga apresentam um grande problema econômico em plantações da América Latina e Central, no Oeste e Leste da África, e até de algumas regiões da Ásia. No Brasil, foi observado parasitando principalmente monocultura de milho e arroz.